# Ivan Mazepa
Ivan Stepanovitj Mazepa (ukrainska: Іван Степанович Мазепа; polska: Jan Mazepa Kołodyński), född 20 mars (g.s.) 1639, död 21 september (g.s.) / 2 oktober (n.s.) 1709 i Bender, var en zaporizjakosackisk hetman 1687–1708. Han vände sig till Karl XII under det stora nordiska kriget och kämpade för zaporizjakosackernas självständighet.

## Biografi

### Uppväxt och tidig karriär
Mazepa föddes nära staden Bila Tserkva, då en del av det polsk-litauiska samväldet. Han gick först i utbildning vid Kiev-Mohyla-akademin och därefter i en jesuitskola i Warszawa. I sin ungdom studerade han i Italien, Nederländerna och Frankrike. Han behärskade flera språk.
Hans far, Adam Stepan Mazepa, var en kosack som hade nära kontakter med den högsta polska adelskretsen. Modern Maryna Mokijevska var en framstående personlighet. Till skillnad från Moskvariket, där kvinnorna satt undangömda i så kallade teremslott (en rysk typ av träslott), hade de zaporizjakosackiska kvinnorna under 1600-talet ofta en framskjuten roll inom politiken. Vissa är benägna att i detta se ett arv från Kievrus, medan andra tycker sig skönja polskt inflytande.
Mazepas fader och Marinas (moderns) bror var kosackhövdingar under Bogdan Chmelnytskyj och stupade i striderna mot polackerna - fadern vid Tjortkov (1655), och morbrodern vid Drozji Pole (1655).

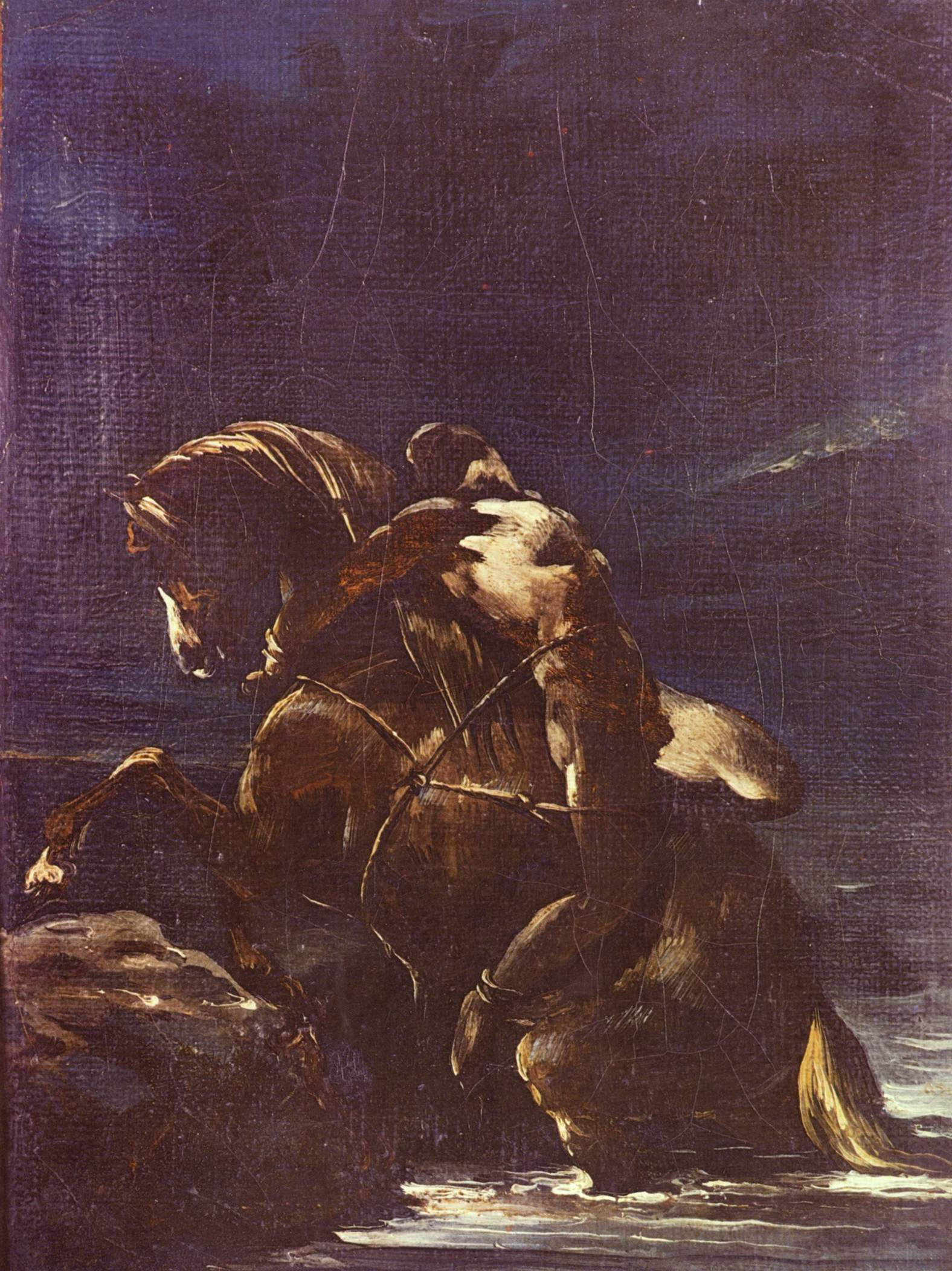
Enligt myterna ska Mazepa ha blivit naken, bunden på sin häst. "Mazeppa" av Théodore Géricault

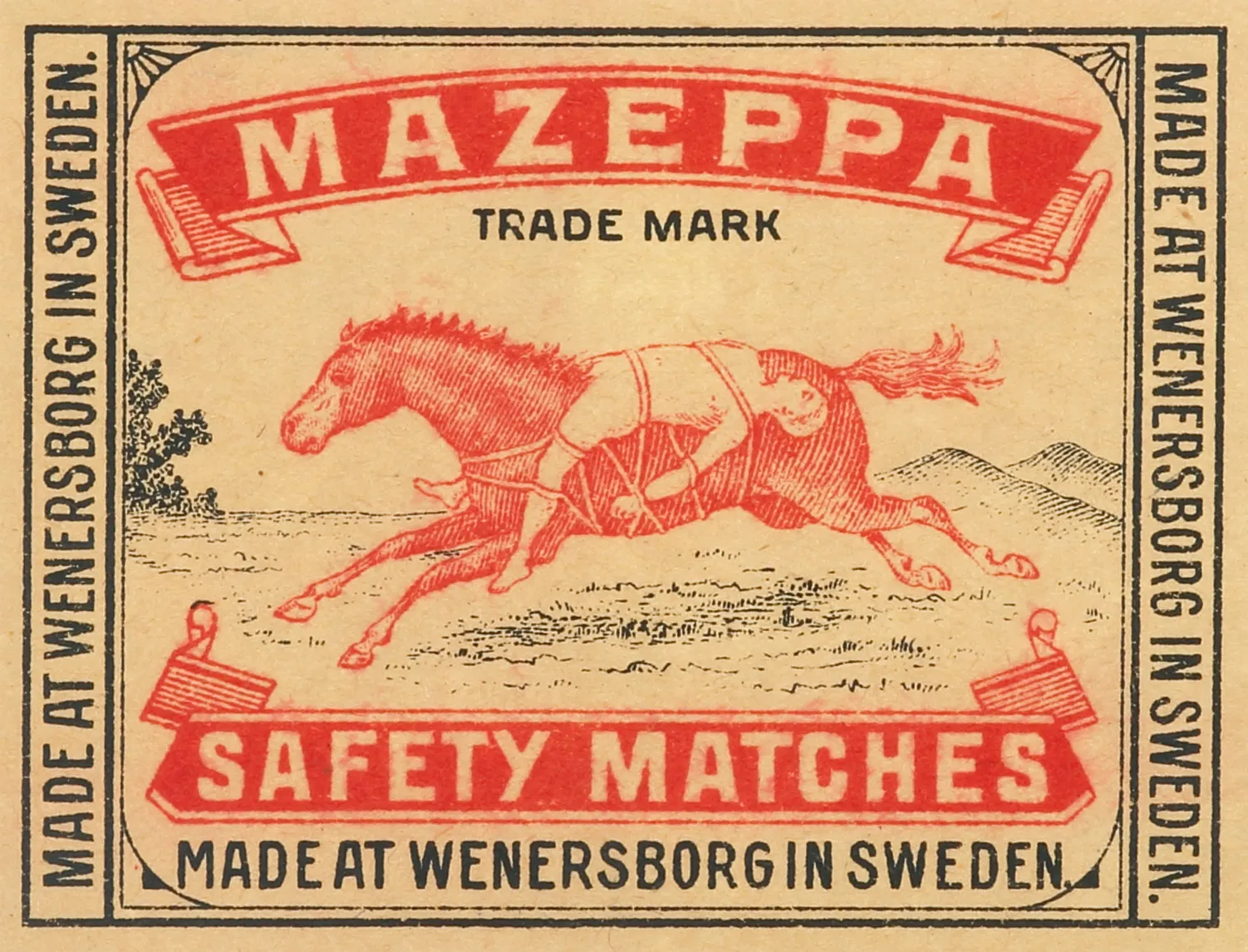
Etikett med Mazepa fastbunden på en häst på tändsticksask från Vänersborgs tändsticksfabrik

Från 1659 tjänade Mazepa som page hos den polske kungen Johan II Kasimir. Där blev han, på grund av sin ortodoxa tro, utstött av sina katolska kollegor. Det gick så långt att Mazepa hamnade i en fäktningsduell inne i kungapalatset. Mazepa förvisades till sin mors gods i Volynien. Där fattade han tycke för en redan gift adelsdam. En dag blev de båda tagna på bar gärning av maken. Mazepa blev naken rullad i tjära, fastbunden på sin häst som jagades i galopp. När han kom fram till sin mors gods var han så rispad och ärrig att det knappt gick att känna igen honom.
Mellan 1669 och 1673 tjänade han under kosackhövdingen hetman Petro Dorosjenko. Vid ett tillfälle då han var sändebud i Konstantinopel blev han tillfångatagen av moskvatrogna zaporizjakosacker och skickades till Moskva för förhör. Där förhördes han av Artamon Matvejev personligen, som fick ett gott intryck av den unge Mazepa. Han släpptes och reste tillbaka till Lillryssland. Under åren 1674–1681 tjänade han hetman Ivan Samojlovitj. Han steg snabbt i kosackgraderna och 1682 befordrades han till general jesaul.

### Hetman
När Ivan Samojlovitj hade blivit tillfångatagen av moskoviterna 1687 valdes Mazepa till ny hetman över zaporizjakosackerna på Dneprs östbank, efter påtryckningar från bland andra Vasilij Golitsyn.
Gradvis ökade Mazepas förmögenhet och han var snart en av Europas största jordägare med över 20 000 gods. Många var gåvor från den ryske tsaren Peter I. Som stark troende till ortodoxin lät också Mazepa bygga en mängd kyrkor i Lillryssland, i ukrainsk barockstil. Han utökade också Kiev-Mohyla-akademin så att antalet studenter blev cirka 2000. Många kosacker vände sig med tiden mot Mazepa eftersom de tyckte att han var auktoritär. Ett flertal uppror bröt ut i Zaporizja Sitj (uk.: Запорізька Січ), men slogs ner av Mazepa.
År 1702 gjorde kosackerna vid Dneprs västbank, under ledaren hetman Semen Palij, uppror mot Polen, vilket misslyckades. Ivan Mazepa vände sig till den ryske tsaren Peter I och bad om tillåtelse om att gå in i västbanken, vilket han fick och intog större delar av västra Lillryssland eftersom Polen var försvagat av den svenska invasionen under Karl XII. Men på grund av Palijs popularitet flydde Mazepa.[källa behövs]

### Stora nordiska kriget

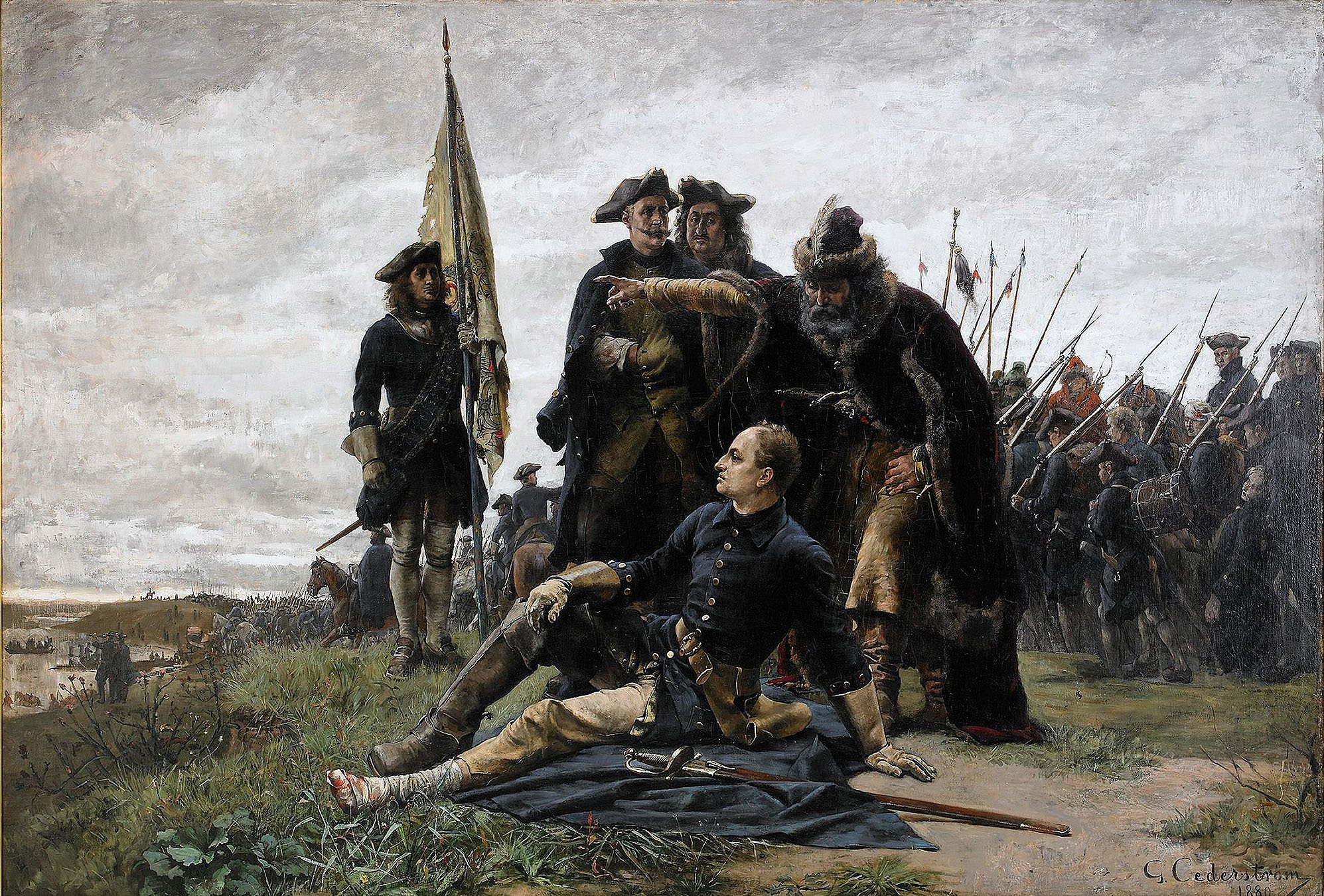
Karl XII och Ivan Mazepa efter förlusten vid Poltava 1709. Av Gustaf Cederström (1880)

Efter det stora nordiska krigets utbrott ställde Peter I av Ryssland krav på kosackerna att i stället för att, som de brukade, försvara sina domäner mot polacker, osmaner och tatarer, vara i Polen och kämpa mot den svenska invasionsarmén. Detta orsakade stora skador hos kosackerna, upp till 70 procent av de krigande stupade.
När Karl XII:s polske allierade Stanisław Leszczyński började bli ett hot mot zaporizjakosackerna 1708, bad Mazepa Peter I om militärt stöd, vilket han förvägrades eftersom tsar Peter samlat alla sina trupper inför en stundande svensk invasion.
När den svenska armén började närma sig Lillryssland beslöt Mazepa att söka upp den, och den 28 oktober 1708 slöt han en allians med Karl XII. Men endast 3 000 av kosackerna förblev lojala med Mazepa. Resten anslöt sig till Peter I. Ryssarna hämnades med att den 2 november 1708 under Alexander Mensjikov bränna ner Mazepas huvudstad Baturin och garnison och dräpa dess invånare. Detta efter ett par dagars belägring av den ryska armen. Mazepa hade försatt staden i högsta beredskap och stängt portarna för ryssarna. Dock släppte rysstrogna försvarare i staden in stora truppmassor nattetid, dagen efter inleddes en stormning av staden. Varvid Baturin intogs och brändes ner. Baturins fall var en av huvudanledningarna att Mazepas uppror gick i baklås samt den Karolinska arméns nederlag vid Poltava sju månader senare.
Detta gjorde många tidigare anhängare till Mazepa rädda och den 11 november 1708 valdes Ivan Skoropadskij till ny kosackhetman. Mazepas sista hopp om lojalitet var i Zaporizja Sitj, vilket mot alla odds stödde honom trots deras tidigare konflikter. Enligt dem var han åtminstone mindre ond än tsaren. Men även Zaporizja Sitj förstördes av ryska trupper 1709.
Mazepa följde med den svenska armén genom den hårda vintern 1708–1709. På våren började man belägra den lillryska staden Poltava, och den 28 juli ägde slaget vid Poltava rum mellan ryska och svenska trupper. Slaget vanns av Ryssland och satte stopp för Mazepas dröm om ett fritt kosackrike. Han flydde tillsammans med Karl XII till den osmanska staden Bender, där han avled den 21 september (g.s.).

### Webbkällor
- http://www.battle.poltava.ua/svensk/mazepa.htm